# Élections législatives de 1993 en Gironde
Les élections législatives françaises de 1993 se déroulent les 21 et 28 mars 1993. Dans le département de la Gironde, onze députés sont à élire dans le cadre de onze circonscriptions.

## Élus
| Circonscription                                 | Député sortant        | Parti | Parti    | Député élu ou réélu   | Parti | Parti     |
| ----------------------------------------------- | --------------------- | ----- | -------- | --------------------- | ----- | --------- |
| 1re                                             | Jean Valleix          |       | RPR      | Jean Valleix          |       | RPR       |
| 2e                                              | Jacques Chaban-Delmas |       | RPR      | Jacques Chaban-Delmas |       | RPR       |
| 3e                                              | Claude Barande        |       | PS       | Gérard Castagnéra     |       | RPR       |
| 4e                                              | Pierre Garmendia      |       | PS       | Pierre Garmendia      |       | PS        |
| 5e                                              | Pierre Brana          |       | PS       | Xavier Pintat         |       | UDF (PR)  |
| 6e                                              | Michel Sainte-Marie   |       | PS       | Pierre Favre          |       | UDF (PR)  |
| 7e                                              | Pierre Ducout         |       | PS       | Pierre Ducout         |       | PS        |
| 8e                                              | Robert Cazalet        |       | UDF (PR) | Robert Cazalet        |       | UDF (PR)  |
| 9e                                              | Pierre Lagorce*       |       | PS       | Philippe Dubourg      |       | RPR       |
| 10e                                             | Gilbert Mitterrand    |       | PS       | Jean-Claude Bireau    |       | RPR       |
| 11e                                             | Bernard Madrelle      |       | PS       | Daniel Picotin        |       | UDF (Rad) |
| * député sortant ne se représentant pas en 1993 |                       |       |          |                       |       |           |

## Positionnement des partis
Les candidats d'alliance RPR-UDF et divers droite se présentent sous la bannière de l'Union pour la France et ceux du Parti socialiste derrière l'Alliance des Français pour le Progrès. Par ailleurs, Les Verts et Génération écologie s'unissent sous l'étiquette Entente des écologistes.

## Résultats

### Résultats à l'échelle du département
| Parti                 | Parti                                       | Premier tour | Premier tour | Second tour | Second tour | Sièges |
| Parti                 | Parti                                       | Voix         | %            | Voix        | %           | Sièges |
| --------------------- | ------------------------------------------- | ------------ | ------------ | ----------- | ----------- | ------ |
|                       | Rassemblement pour la République            | 95 936       | 18,10        | 142 394     | 27,38       | 5      |
|                       | Union pour la démocratie française          | 92 137       | 17,39        | 138 606     | 26,65       | 4      |
|                       | Centre national des indépendants et paysans | 7 721        | 1,46         |             |             | 0      |
|                       | Divers droite                               | 6 141        | 1,16         | 0           |             |        |
|                       | Union pour la France                        | 201 935      | 38,10        | 281 000     | 54,03       | 9      |
|                       |                                             |              |              |             |             |        |
|                       | Parti socialiste                            | 128 586      | 24,26        | 233 006     | 44,80       | 2      |
|                       | Mouvement des radicaux de gauche            | 1 426        | 0,27         |             |             | 0      |
|                       | Alliance des Français pour le progrès       | 130 012      | 24,53        | 233 006     | 44,80       | 2      |
|                       |                                             |              |              |             |             |        |
|                       | Génération écologie                         | 24 383       | 4,60         |             |             | 0      |
|                       | Les Verts                                   | 18 626       | 3,51         | 0           |             |        |
|                       | Entente des écologistes                     | 43 009       | 8,11         |             |             | 0      |
|                       |                                             |              |              |             |             |        |
|                       | Front national                              | 56 408       | 10,64        | 6 084       | 1,17        | 0      |
|                       | Parti communiste français                   | 40 851       | 7,71         |             |             | 0      |
|                       | Chasse, pêche, nature et traditions         | 26 699       | 5,04         | 0           |             |        |
|                       | Divers écologiste dont LT-LNÉ               | 14 682       | 2,77         | 0           |             |        |
|                       | Extrême gauche dont LCR, LO et PT           | 8 548        | 1,61         | 0           |             |        |
|                       | Divers dont PLN                             | 6 551        | 1,24         | 0           |             |        |
|                       | Extrême droite                              | 686          | 0,13         | 0           |             |        |
|                       | Régionaliste                                | 586          | 0,11         | 0           |             |        |
|                       |                                             |              |              |             |             |        |
| Inscrits              | Inscrits                                    | 805 009      | 100,00       | 804 961     | 100,00      | 11     |
| Abstentions           | Abstentions                                 | 244 548      | 30,38        | 242 361     | 30,11       |        |
| Votants               | Votants                                     | 560 461      | 69,62        | 562 600     | 69,89       |        |
| Blancs et nuls        | Blancs et nuls                              | 30 494       | 5,44         | 42 510      | 7,56        |        |
| Exprimés              | Exprimés                                    | 529 967      | 94,56        | 520 090     | 92,44       |        |
| Source : Data.gouv.fr |                                             |              |              |             |             |        |

### Résultats par circonscription

#### Première circonscription (Bordeaux-Nord)
| Candidat       | Candidat                   | Parti          | Premier tour | Premier tour | Second tour | Second tour |  |
| Candidat       | Candidat                   | Parti          | Voix         | %            | Voix        | %           |  |
| -------------- | -------------------------- | -------------- | ------------ | ------------ | ----------- | ----------- |  |
|                | Jean Valleix sortant réélu | RPR (UPF)      | 21 042       | 46,89        | 26 531      | 62,81       |  |
|                | Joëlle Dusseau             | PS (ADFP)      | 8 226        | 18,33        | 15 706      | 37,19       |  |
|                | Jacques Colombier          | FN             | 5 457        | 12,16        |             |             |  |
|                | Michel Duchene             | Les Verts (EÉ) | 4 883        | 10,88        |             |             |  |
|                | Vincent Maurin             | PCF            | 2 814        | 6,27         |             |             |  |
|                | Micheline Garuz            | LT-LNÉ         | 1 119        | 2,49         |             |             |  |
|                | Denis Lacoste              | LO             | 1 073        | 2,39         |             |             |  |
|                | Marie-Paule Girard         | PLN            | 261          | 0,58         |             |             |  |
|                |                            |                |              |              |             |             |  |
| Inscrits       | Inscrits                   | Inscrits       | 70 329       | 100,00       | 70 325      | 100,00      |  |
| Abstentions    | Abstentions                | Abstentions    | 23 294       | 33,12        | 25 101      | 35,69       |  |
| Votants        | Votants                    | Votants        | 47 035       | 66,88        | 45 224      | 64,31       |  |
| Blancs et nuls | Blancs et nuls             | Blancs et nuls | 2 160        | 4,59         | 2 987       | 6,6         |  |
| Exprimés       | Exprimés                   | Exprimés       | 44 875       | 95,41        | 42 237      | 93,4        |  |

#### Deuxième circonscription (Bordeaux-Centre)
| Candidat       | Candidat                            | Parti          | Premier tour | Premier tour | Second tour | Second tour |  |
| Candidat       | Candidat                            | Parti          | Voix         | %            | Voix        | %           |  |
| -------------- | ----------------------------------- | -------------- | ------------ | ------------ | ----------- | ----------- |  |
|                | Jacques Chaban-Delmas sortant réélu | RPR (UPF)      | 12 861       | 41,67        | 18 346      | 75,10       |  |
|                | Pierre Sirgue                       | FN             | 3 927        | 12,72        | 6 084       | 24,90       |  |
|                | Daniel Jault                        | PS (ADFP)      | 3 885        | 12,59        |             |             |  |
|                | Pierre Hurmic                       | GÉ (EÉ)        | 3 287        | 10,65        |             |             |  |
|                | Daniel Fedou                        | Divers         | 1 818        | 5,89         |             |             |  |
|                | Claude Mellier                      | PCF            | 1 787        | 5,79         |             |             |  |
|                | François Tournier                   | MRG            | 1 426        | 4,62         |             |             |  |
|                | Micheline Guérini                   | LT-LNÉ         | 692          | 2,24         |             |             |  |
|                | Jean-Pierre Roche                   | Divers         | 671          | 2,17         |             |             |  |
|                | Bernard Couturier                   | LCR            | 426          | 1,38         |             |             |  |
|                | Laurent Sinck                       | PLN            | 85           | 0,28         |             |             |  |
|                |                                     |                |              |              |             |             |  |
| Inscrits       | Inscrits                            | Inscrits       | 52 059       | 100,00       | 52 059      | 100,00      |  |
| Abstentions    | Abstentions                         | Abstentions    | 19 619       | 37,69        | 22 681      | 43,57       |  |
| Votants        | Votants                             | Votants        | 32 440       | 62,31        | 29 378      | 56,43       |  |
| Blancs et nuls | Blancs et nuls                      | Blancs et nuls | 1 575        | 4,86         | 4 948       | 16,84       |  |
| Exprimés       | Exprimés                            | Exprimés       | 30 865       | 95,14        | 24 430      | 83,16       |  |

#### Troisième circonscription (Bordeaux-Sud)
| Candidat       | Candidat               | Parti          | Premier tour | Premier tour | Second tour | Second tour |  |
| Candidat       | Candidat               | Parti          | Voix         | %            | Voix        | %           |  |
| -------------- | ---------------------- | -------------- | ------------ | ------------ | ----------- | ----------- |  |
|                | Gérard Castagnéra élu  | RPR (UPF)      | 13 602       | 33,31        | 19 877      | 51,36       |  |
|                | Claude Barande sortant | PS (ADFP)      | 7 444        | 18,23        | 18 825      | 48,64       |  |
|                | Noël Mamère            | GÉ (EÉ)        | 7 232        | 17,71        |             |             |  |
|                | Annie Guilhamet        | PCF            | 5 518        | 13,51        |             |             |  |
|                | Henri Lastrade         | FN             | 3 886        | 9,52         |             |             |  |
|                | Marie-Joëlle Coycaut   | LT-LNÉ         | 841          | 2,06         |             |             |  |
|                | Gérard Barthélemy      | LO             | 774          | 1,90         |             |             |  |
|                | Jean-Alain Boutareaud  | PT             | 454          | 1,11         |             |             |  |
|                | Pierre Wendzinski      | UÉD            | 422          | 1,03         |             |             |  |
|                | Monique Nicolas        | LCR            | 314          | 0,77         |             |             |  |
|                | Thérèse Georget        | diss. UDF      | 231          | 0,57         |             |             |  |
|                | Paul Assante           | PLN            | 114          | 0,28         |             |             |  |
|                | Francis Verpière       | Divers droite  | 6            | 0,01         |             |             |  |
|                |                        |                |              |              |             |             |  |
| Inscrits       | Inscrits               | Inscrits       | 64 098       | 100,00       | 64 089      | 100,00      |  |
| Abstentions    | Abstentions            | Abstentions    | 20 801       | 32,45        | 21 104      | 32,93       |  |
| Votants        | Votants                | Votants        | 43 297       | 67,55        | 42 985      | 67,07       |  |
| Blancs et nuls | Blancs et nuls         | Blancs et nuls | 2 459        | 5,68         | 4 283       | 9,96        |  |
| Exprimés       | Exprimés               | Exprimés       | 40 838       | 94,32        | 38 702      | 90,04       |  |

#### Quatrième circonscription (Cenon)
| Candidat       | Candidat                       | Parti          | Premier tour | Premier tour | Second tour | Second tour |  |
| Candidat       | Candidat                       | Parti          | Voix         | %            | Voix        | %           |  |
| -------------- | ------------------------------ | -------------- | ------------ | ------------ | ----------- | ----------- |  |
|                | Pierre Garmendia sortant réélu | PS (ADFP)      | 14 639       | 32,46        | 24 959      | 56,8        |  |
|                | Jean-Pierre Favroul            | RPR (UPF)      | 12 260       | 27,18        | 18 983      | 43,2        |  |
|                | Michel Munier                  | FN             | 6 192        | 13,73        |             |             |  |
|                | Didier Iglésias                | PCF            | 4 387        | 9,73         |             |             |  |
|                | Jean-Hervé Le Bars             | Les Verts (EÉ) | 3 764        | 8,35         |             |             |  |
|                | Philippe Brugère               | LO             | 1 279        | 2,84         |             |             |  |
|                | Aziz Radi                      | UÉD            | 778          | 1,72         |             |             |  |
|                | Nadine Legrand                 | LT-LNÉ         | 648          | 1,44         |             |             |  |
|                | Jean-Pierre Roche              | POC            | 586          | 1,3          |             |             |  |
|                | Yvan Gavoille                  | Divers         | 569          | 1,26         |             |             |  |
|                |                                |                |              |              |             |             |  |
| Inscrits       | Inscrits                       | Inscrits       | 70 418       | 100,00       | 70 418      | 100,00      |  |
| Abstentions    | Abstentions                    | Abstentions    | 22 260       | 31,61        | 22 651      | 32,17       |  |
| Votants        | Votants                        | Votants        | 48 158       | 68,39        | 47 767      | 67,83       |  |
| Blancs et nuls | Blancs et nuls                 | Blancs et nuls | 3 056        | 6,35         | 3 825       | 8,01        |  |
| Exprimés       | Exprimés                       | Exprimés       | 45 102       | 93,65        | 43 942      | 91,99       |  |

#### Cinquième circonscription (Lesparre-Médoc)
| Candidat       | Candidat                | Parti          | Premier tour | Premier tour | Second tour | Second tour |  |
| Candidat       | Candidat                | Parti          | Voix         | %            | Voix        | %           |  |
| -------------- | ----------------------- | -------------- | ------------ | ------------ | ----------- | ----------- |  |
|                | Xavier Pintat élu       | UDF (PR)       | 19 113       | 36,81        | 28 440      | 55,96       |  |
|                | Pierre Brana sortant    | PS (ADFP)      | 11 334       | 21,83        | 22 380      | 44,04       |  |
|                | Henri Sabarot           | CPNT           | 7 173        | 13,82        |             |             |  |
|                | Jean-Philippe Lavalette | FN             | 5 174        | 9,97         |             |             |  |
|                | Conchita Cimbron        | PCF            | 3 098        | 5,97         |             |             |  |
|                | Luc-Etienne Lapère      | GÉ (EÉ)        | 2 999        | 5,78         |             |             |  |
|                | Lionel Mostolat         | LT-LNÉ         | 1 626        | 3,13         |             |             |  |
|                | Christian Grimbert      | LO             | 1 401        | 2,7          |             |             |  |
|                |                         |                |              |              |             |             |  |
| Inscrits       | Inscrits                | Inscrits       | 77 494       | 100,00       | 77 490      | 100,00      |  |
| Abstentions    | Abstentions             | Abstentions    | 22 781       | 29,4         | 22 517      | 29,06       |  |
| Votants        | Votants                 | Votants        | 54 713       | 70,6         | 54 973      | 70,94       |  |
| Blancs et nuls | Blancs et nuls          | Blancs et nuls | 2 795        | 5,11         | 4 153       | 7,55        |  |
| Exprimés       | Exprimés                | Exprimés       | 51 918       | 94,89        | 50 820      | 92,45       |  |

#### Sixième circonscription (Mérignac)
| Candidat       | Candidat                    | Parti          | Premier tour | Premier tour | Second tour | Second tour |  |
| Candidat       | Candidat                    | Parti          | Voix         | %            | Voix        | %           |  |
| -------------- | --------------------------- | -------------- | ------------ | ------------ | ----------- | ----------- |  |
|                | Pierre Favre élu            | UDF (PR)       | 16 341       | 34,2         | 24 663      | 50,03       |  |
|                | Michel Sainte-Marie sortant | PS (ADFP)      | 15 812       | 33,09        | 24 633      | 49,97       |  |
|                | François-Régis Taveau       | FN             | 5 114        | 10,7         |             |             |  |
|                | Dominique Prost             | GÉ (EÉ)        | 4 049        | 8,47         |             |             |  |
|                | Bernard Proudhom            | PCF            | 2 706        | 5,66         |             |             |  |
|                | Annie Lajouveigne           | LT-LNÉ         | 1 106        | 2,31         |             |             |  |
|                | Nelly Malaty                | LO             | 979          | 2,05         |             |             |  |
|                | Jérôme Thévenon             | Divers droite  | 533          | 1,12         |             |             |  |
|                | Roger Verge                 | PT             | 458          | 0,96         |             |             |  |
|                | Michel Jacquet              | AP             | 447          | 0,94         |             |             |  |
|                | Thierry Le Floch            | PLN            | 237          | 0,5          |             |             |  |
|                |                             |                |              |              |             |             |  |
| Inscrits       | Inscrits                    | Inscrits       | 71 014       | 100,00       | 70 998      | 100,00      |  |
| Abstentions    | Abstentions                 | Abstentions    | 20 191       | 28,43        | 18 753      | 26,41       |  |
| Votants        | Votants                     | Votants        | 50 823       | 71,57        | 52 245      | 73,59       |  |
| Blancs et nuls | Blancs et nuls              | Blancs et nuls | 3 041        | 5,98         | 2 949       | 5,64        |  |
| Exprimés       | Exprimés                    | Exprimés       | 47 782       | 94,02        | 49 296      | 94,36       |  |

#### Septième circonscription (Pessac)
| Candidat       | Candidat                    | Parti          | Premier tour | Premier tour | Second tour | Second tour |  |
| Candidat       | Candidat                    | Parti          | Voix         | %            | Voix        | %           |  |
| -------------- | --------------------------- | -------------- | ------------ | ------------ | ----------- | ----------- |  |
|                | Pierre Létamendia           | UDF (CDS)      | 16 672       | 31,39        | 25 059      | 46,56       |  |
|                | Pierre Ducout sortant réélu | PS (ADFP)      | 15 772       | 29,7         | 28 767      | 53,44       |  |
|                | Maurice Le Gentil           | FN             | 5 091        | 9,59         |             |             |  |
|                | Jean-Pierre Dufour          | Les Verts (EÉ) | 5 030        | 9,47         |             |             |  |
|                | Christiane Gomez            | PCF            | 3 563        | 6,71         |             |             |  |
|                | Michel Dufranc              | CPNT           | 3 044        | 5,73         |             |             |  |
|                | Guy Lafon                   | LO             | 1 390        | 2,62         |             |             |  |
|                | Kléber Haye                 | UÉD            | 1 207        | 2,26         |             |             |  |
|                | Marie-France Aoustin        | LT-LNÉ         | 1 107        | 2,09         |             |             |  |
|                | Jacques Thollier            | PLN            | 219          | 0,4          |             |             |  |
|                | Hugues Lamoine              | Divers         | 12           | 0,02         |             |             |  |
|                | Marie-Louise Prost          | Divers droite  | 4            | 0            |             |             |  |
|                |                             |                |              |              |             |             |  |
| Inscrits       | Inscrits                    | Inscrits       | 80 576       | 100,00       | 80 596      | 100,00      |  |
| Abstentions    | Abstentions                 | Abstentions    | 24 437       | 30,33        | 23 072      | 28,63       |  |
| Votants        | Votants                     | Votants        | 56 139       | 69,67        | 57 524      | 71,37       |  |
| Blancs et nuls | Blancs et nuls              | Blancs et nuls | 3 028        | 5,39         | 3 698       | 6,43        |  |
| Exprimés       | Exprimés                    | Exprimés       | 53 111       | 94,61        | 53 826      | 93,57       |  |

#### Huitième circonscription (Arcachon)
| Candidat       | Candidat                     | Parti          | Premier tour | Premier tour | Second tour | Second tour |  |
| Candidat       | Candidat                     | Parti          | Voix         | %            | Voix        | %           |  |
| -------------- | ---------------------------- | -------------- | ------------ | ------------ | ----------- | ----------- |  |
|                | Robert Cazalet sortant réélu | UDF (PR)       | 21 820       | 36,47        | 34 370      | 59,84       |  |
|                | Jean-Francois Acot-Mirande   | PS (ADFP)      | 10 548       | 17,63        | 23 062      | 40,16       |  |
|                | Jean Seinlary                | CPNT           | 6 588        | 11,01        |             |             |  |
|                | Claude Gamelin               | FN             | 6 047        | 10,11        |             |             |  |
|                | Claude Espied                | CNIP           | 5 314        | 8,88         |             |             |  |
|                | André Falguière              | GÉ (EÉ)        | 3 514        | 5,87         |             |             |  |
|                | Pierre Cléaz                 | PCF            | 3 432        | 5,74         |             |             |  |
|                | Aline Porras                 | LT-LNÉ         | 1 342        | 2,24         |             |             |  |
|                | Michel Page                  | diss. UDF      | 941          | 1,57         |             |             |  |
|                | Michel Touya                 | PLN            | 284          | 0,47         |             |             |  |
|                |                              |                |              |              |             |             |  |
| Inscrits       | Inscrits                     | Inscrits       | 88 967       | 100,00       | 88 967      | 100,00      |  |
| Abstentions    | Abstentions                  | Abstentions    | 26 119       | 29,36        | 26 772      | 30,09       |  |
| Votants        | Votants                      | Votants        | 62 848       | 70,64        | 62 195      | 69,91       |  |
| Blancs et nuls | Blancs et nuls               | Blancs et nuls | 3 018        | 4,8          | 4 763       | 7,66        |  |
| Exprimés       | Exprimés                     | Exprimés       | 59 830       | 95,2         | 57 432      | 92,34       |  |

#### Neuvième circonscription (Langon)
| Candidat       | Candidat             | Parti          | Premier tour | Premier tour | Second tour | Second tour |  |
| Candidat       | Candidat             | Parti          | Voix         | %            | Voix        | %           |  |
| -------------- | -------------------- | -------------- | ------------ | ------------ | ----------- | ----------- |  |
|                | Philippe Dubourg élu | RPR (UPF)      | 19 910       | 33,84        | 30 815      | 52,51       |  |
|                | Bernard Castagnet    | PS (ADFP)      | 12 941       | 21,99        | 27 871      | 47,49       |  |
|                | Pierre Augey         | PCF            | 7 956        | 13,52        |             |             |  |
|                | Alain de Peretti     | FN             | 6 286        | 10,68        |             |             |  |
|                | Francis Magenties    | CPNT           | 3 735        | 6,35         |             |             |  |
|                | André Orive          | GÉ (EÉ)        | 3 302        | 5,61         |             |             |  |
|                | Marie-France Théron  | CNIP           | 2 407        | 4,09         |             |             |  |
|                | Jacqueline Bordier   | LT-LNÉ         | 1 378        | 2,34         |             |             |  |
|                | Hervé Fleuranceau    | PLN            | 373          | 0,63         |             |             |  |
|                | Fernand Georget      | MDD            | 281          | 0,48         |             |             |  |
|                | Ariette Villattes    | PLN            | 272          | 0,46         |             |             |  |
|                |                      |                |              |              |             |             |  |
| Inscrits       | Inscrits             | Inscrits       | 86 634       | 100,00       | 86 631      | 100,00      |  |
| Abstentions    | Abstentions          | Abstentions    | 24 207       | 27,94        | 23 491      | 27,12       |  |
| Votants        | Votants              | Votants        | 62 427       | 72,06        | 63 140      | 72,88       |  |
| Blancs et nuls | Blancs et nuls       | Blancs et nuls | 3 586        | 5,74         | 4 454       | 7,05        |  |
| Exprimés       | Exprimés             | Exprimés       | 58 841       | 94,26        | 58 686      | 92,95       |  |

#### Dixième circonscription (Libourne)
| Candidat       | Candidat                   | Parti          | Premier tour | Premier tour | Second tour | Second tour |  |
| Candidat       | Candidat                   | Parti          | Voix         | %            | Voix        | %           |  |
| -------------- | -------------------------- | -------------- | ------------ | ------------ | ----------- | ----------- |  |
|                | Jean-Claude Bireau élu     | RPR (UPF)      | 16 261       | 33,49        | 27 842      | 54,71       |  |
|                | Gilbert Mitterrand sortant | PS (ADFP)      | 13 731       | 28,28        | 23 048      | 45,29       |  |
|                | Jacques Labégorre          | FN             | 4 885        | 10,06        |             |             |  |
|                | Jean-Louis Arcaraz         | PCF            | 2 767        | 5,69         |             |             |  |
|                | Louis-Raymond Préaud       | Divers droite  | 2 612        | 5,38         |             |             |  |
|                | Gérard Chausset            | Les Verts (EÉ) | 2 377        | 4,89         |             |             |  |
|                | Alain Dupuy                | CPNT           | 2 206        | 4,54         |             |             |  |
|                | Jean-Pierre Ladreyt        | Divers droite  | 1 450        | 2,99         |             |             |  |
|                | Marie-Jeanne Brau          | LT-LNÉ         | 1 030        | 2,99         |             |             |  |
|                | Marie-Thérèse Roberti      | Divers         | 917          | 2,99         |             |             |  |
|                | André Demarqc              | Extrême droite | 239          | 2,99         |             |             |  |
|                | Gérard Belloc              | Divers droite  | 83           | 0,00         |             |             |  |
|                | André Fernandez            | Divers         | 2            | 0,00         |             |             |  |
|                |                            |                |              |              |             |             |  |
| Inscrits       | Inscrits                   | Inscrits       | 72 326       | 100,00       | 72 321      | 100,00      |  |
| Abstentions    | Abstentions                | Abstentions    | 20 745       | 28,68        | 18 233      | 25,21       |  |
| Votants        | Votants                    | Votants        | 51 581       | 71,32        | 54 088      | 74,79       |  |
| Blancs et nuls | Blancs et nuls             | Blancs et nuls | 3 021        | 5,86         | 3 198       | 5,91        |  |
| Exprimés       | Exprimés                   | Exprimés       | 48 560       | 94,14        | 50 890      | 94,09       |  |

#### Onzième circonscription (Blaye)
| Candidat       | Candidat                 | Parti          | Premier tour | Premier tour | Second tour | Second tour |  |
| Candidat       | Candidat                 | Parti          | Voix         | %            | Voix        | %           |  |
| -------------- | ------------------------ | -------------- | ------------ | ------------ | ----------- | ----------- |  |
|                | Daniel Picotin élu       | UDF (Rad)      | 18 191       | 37,71        | 26 074      | 52,33       |  |
|                | Bernard Madrelle sortant | PS (ADFP)      | 14 254       | 29,55        | 23 755      | 47,67       |  |
|                | Didier Fontaine          | FN             | 4 349        | 9,01         |             |             |  |
|                | Janick Bergeon           | CPNT           | 3 953        | 8,19         |             |             |  |
|                | Denis Baldès             | PCF            | 2 823        | 5,85         |             |             |  |
|                | Micheline Garuz          | Les Verts (EÉ) | 2 572        | 5,33         |             |             |  |
|                | Jacqueline Bousquet      | LT-LNÉ         | 1 386        | 2,87         |             |             |  |
|                | Antoine Charruey         | Divers         | 717          | 1,49         |             |             |  |
|                |                          |                |              |              |             |             |  |
| Inscrits       | Inscrits                 | Inscrits       | 71 094       | 100,00       | 71 094      | 100,00      |  |
| Abstentions    | Abstentions              | Abstentions    | 20 069       | 28,23        | 18 064      | 25,41       |  |
| Votants        | Votants                  | Votants        | 51 025       | 71,77        | 53 030      | 74,59       |  |
| Blancs et nuls | Blancs et nuls           | Blancs et nuls | 2 780        | 5,45         | 3 201       | 6,04        |  |
| Exprimés       | Exprimés                 | Exprimés       | 48 245       | 94,55        | 49 829      | 93,96       |  |